# Monte Tuscolo
Il monte Tuscolo (670 m s.l.m) è una montagna di formazione vulcanica dei Colli Albani, in provincia di Roma, nel Lazio, nell'area dei Castelli Romani, ricadente per la maggior parte nel territorio del comune di Monte Porzio Catone, ed in parte nei territori di Grottaferrata, Frascati e Monte Compatri.

## Descrizione
Posto ad est del gruppo montuoso sulla linea di cresta che tra saliscendi vari raggiunge verso sud dopo qualche km Rocca Priora, l'intera montagna è inclusa all'interno del perimetro del Parco regionale dei Castelli Romani ed è tutelata dalla Comunità montana Castelli Romani e Prenestini. 
Raggiungibile da Frascati, Monte Porzio Catone e Grottaferrata attraverso una salita di circa 5 km dalle medie pendenze in un'area circondata da boschi di leccio, castagno e quercia, in particolare, è noto per essere sede degli scavi archeologici di Tusculum, antica città pre-romana, romana e medioevale, oltre che luogo privilegiato di estrazione della pietra sperone del Tuscolo, oltre ad essere uno dei punti più panoramici che guardano verso la città di Roma, assieme a Monte Gennaro, Monte Guadagnolo e Monte Cavo.